# Howard Brennan

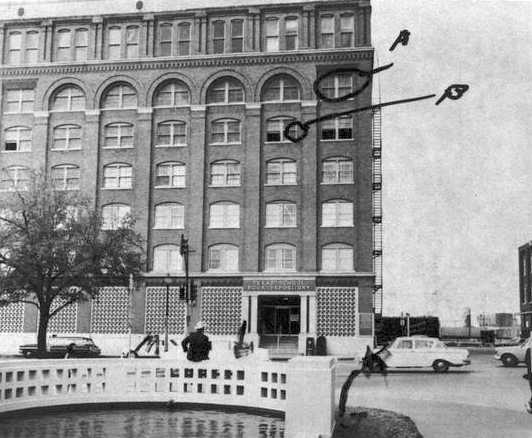
Howard Brennan, sentado al otro lado del almacén escolar de libros de Dallas, Texas.

Howard Leslie Brennan (Oklahoma, 20 de marzo de 1919-Kaufman, Texas, 22 de diciembre de 1983) fue un testigo del asesinato de John F. Kennedy cuya descripción de un francotirador situado en el depósito de libros de la Plaza Dealey fue esencial para la detención de Lee Harvey Oswald a los 90 minutos del magnicidio.
Brennan, un fontanero de 45 años, asistió al paso de la comitiva presidencial desde un muro de contención de hormigón situado en la esquina sureste del cruce de las calles Elm y Houston en la Plaza Dealey, desde donde tenía una panorámica muy clara del lado sur del depósito de libros. Llegó sobre las 12:23 p. m., y mientras esperaba la llegada de la comitiva, observó cómo un hombre se asomaba a una ventana situada en la esquina sureste del edificio, en la sexta planta, a unos 37 m de su posición. Este hombre desapareció y reapareció en el intervalo de algunos minutos.
Brennan vio la limusina presidencial girar a la izquierda desde Houston St. a Elm St. sobre las 12:30, alejándose lentamente del depósito de libros y dirigiéndose a la entrada de la autopista. Al poco del paso del presidente, oyó una deflagración como una detonación del motor de una motocicleta. 

Bueno, y entonces algo, justo después de esta explosión, me hizo pensar que estaban tirando petardos desde el almacén de libros de Texas. Así que levanté la vista. Y aquel hombre que había visto previamente estaba apuntando para su último disparo. Bueno, me pareció que estaba de pie, apoyándose contra el marco izquierdo de la ventana, con un arma apoyada en su hombro derecho, sosteniendo el arma con su mano izquierda, tomándose su tiempo para apuntar y disparar por última vez. Calculó que sería en un par de segundos. Retiró el arma de la ventana, y según lo hacía la retiró hacia un lado, quizás deteniéndose por otro segundo para asegurarse de que había alcanzado a su objetivo, y después desapareció".

Brennan informó inmediatamente a la policía de sus observaciones, y se emitieron descripciones del sospechosos a todas las unidades de policía en Dallas a las 12:45 p. m., las 12:48 p. m. y las 12:55 p. m.. Al cabo de una media hora, el patrullero J. D. Tippit fue alcanzado y muerto por Oswald, después de que Tippit le hubiese dado el alto al verle en la calle. Oswald huyó y fue detenido al poco en una sala de cine cercana a la zona. 
Unas pocas horas más tarde, Brennan vio a Oswald en la televisión. Más tarde, esa misma noche, Brennan identificó durante una ronda de reconocimiento policial a Oswald como la persona que había visto en la ventana, aunque fue incapaz de establecer una identificación positiva. El 18 de diciembre de 1963, afirmó ante el FBI que estaba seguro de que Oswald era el hombre que había visto en la ventana. Varios meses después, testificó ante la Comisión Warren que en el momento de la ronda de reconocimientos sospechaba que el asesinato era parte de una conspiración, y que temió por su seguridad y la de su familia. Ya que Brennan se declaró incapaz de realizar una identificación positiva en esa ronda de reconocimientos, la Comisión consideró su testimonio como probativo, pero no como una pista conclusiva de que Oswald fuese el tirador situado en la ventana de la sexta planta. 
Las memorias de Brennan, "Testigo de la historia", escrita por J. Edward Cherryholmes, fueron publicadas póstumamente en 1987.